# 都姫ここ
都姫 ここ（みやひめ ここ、2月17日 - ）は、元宝塚歌劇団花組の娘役。
岡山県岡山市、山陽女子高等学校出身。身長161cm。愛称は「ことか」、「ここにゃん」。

## 来歴
2016年、宝塚音楽学校入学。
2018年、音楽学校卒業後、宝塚歌劇団に104期生として入団。入団時の成績は7番。星組公演「ANOTHER WORLD／Killer Rouge」で初舞台。その後、花組に配属。
2019年、明日海りお・華優希トップコンビ大劇場お披露目となる「A Fairy Tale」で、新人公演初ヒロイン。入団2年目、104期から初のヒロイン誕生となった。
その後もチャーミングな娘役として舞台に花を添えてきたが、2023年3月19日、「うたかたの恋／ENCHANTEMENT」東京公演千秋楽をもって、宝塚歌劇団を退団。

## 人物
幼い頃にミュージカルを観て以来、毎日のように歌ったり踊ったりしていた。
生活の中に自然とミュージカルがある環境で育ち、ダンススクールやボイストレーニングに通う。
ミュージカル系のコースがある学校に進学し、授業で初めて宝塚歌劇を観る。初観劇した際は宝塚が遠い存在に思え、目指そうとまでは思わなかったが、その後DVDなどで見ているうちに自分も同じ舞台に立ちたいという思いが強くなり、音楽学校受験を決意した。

## 宝塚歌劇団時代の主な舞台

### 初舞台
- 2018年4 - 6月、星組『ANOTHER WORLD』『Killer Rouge（キラー ルージュ）』（宝塚大劇場のみ）

### 花組時代
- 2018年7 - 10月、『MESSIAH（メサイア）-異聞・天草四郎-』 - 新人公演：小平（本役：華優希）『BEAUTIFUL GARDEN-百花繚乱-』[1]
- 2018年11 - 12月、『メランコリック・ジゴロ』『EXCITER!!2018』（全国ツアー）
- 2019年2 - 4月、『CASANOVA』 - 新人公演：ベネラ（本役：音くり寿）
- 2019年6 - 7月、『花より男子』（TBS赤坂ACTシアター） - 栗巻あや乃／紀子[1]
- 2019年6月、『恋スルARENA』（横浜アリーナ）[注釈 1]
- 2019年8 - 11月、『A Fairy Tale -青い薔薇の精-』 - シャーロットの幻（9歳）、新人公演：シャーロット・ウィールドン（本役：華優希）『シャルム!』 新人公演初ヒロイン[1][5][6]
- 2020年1月、『DANCE OLYMPIA』（東京国際フォーラム）
- 2020年7 - 11月、『はいからさんが通る』[注釈 2]
- 2021年1 - 2月、『NICE WORK IF YOU CAN GET IT』（東京国際フォーラム・梅田芸術劇場） - マリリン
- 2021年4 - 7月、『アウグストゥス-尊厳ある者-』『Cool Beast!!』[注釈 3]
- 2021年8 - 9月、『銀ちゃんの恋』（KAAT神奈川芸術劇場・ドラマシティ） - 朋子
- 2021年11 - 12月、『元禄バロックロック』 - キキョウ、新人公演：カエデ（本役:美羽愛）『The Fascination（ザ ファシネイション）!』（宝塚大劇場）
- 2022年1 - 2月、『元禄バロックロック』 - キキョウ『The Fascination（ザ ファシネイション）!』（東京宝塚劇場）
- 2022年3 - 4月、『TOP HAT』（梅田芸術劇場） - アリス／モニカ
- 2022年6 - 7月、『巡礼の年〜リスト・フェレンツ、魂の彷徨〜』 - オランプ・ぺリシエ、新人公演：クーベルタン夫人（本役：若草萌香）『Fashionable Empire』（宝塚大劇場）
- 2022年8 - 9月、『巡礼の年〜リスト・フェレンツ、魂の彷徨〜』 - オランプ・ぺリシエ『Fashionable Empire』（東京宝塚劇場）
- 2022年10 - 11月、『フィレンツェに燃える』 - イザベル『Fashionable Empire』（全国ツアー）
- 2023年1月、『うたかたの恋』 - マリー・ヴァレリー『ENCHANTEMENT（アンシャントマン）-華麗なる香水（パルファン）-』（宝塚大劇場） 退団公演[2]
- 2023年2 - 3月、『うたかたの恋』 - マリー・ヴァレリー、新人公演：ステファニー（本役：春妃うらら）『ENCHANTEMENT（アンシャントマン）-華麗なる香水（パルファン）-』（東京宝塚劇場）